# Димченко Петро Леонтійович
Петро́ Лео́́нтійович Ди́́мченко (нар. 25 листопада 1917-10 листопада 1942) — радянський військовий льотчик, герой Радянського Союзу (1943, посмертно).

## Життєпис
Народився 25 листопада 1917 року в селі Новокиївка, нині Сорокинського району Луганської області, у родині селянина.
В Радянській армії з 1937-го, 1939 року закінчив Ворошиловградську військово-авіаційну школу пілотів, тоді ж вступив до ВКП(б). Військову службу розпочав як молодший льотчик 6-го штурмового авіаполку Сибірського військового округу, місто Красноярськ.
Учасник боїв на річці Халхин-Гол. У лютому 1940 року з частиною перебазувався в Середньоазійський військовий округ, від грудня 1940-го — помічник штурмана ескадрильї 106-го штурмового авіаполку.
Учасник Другої світової війни з грудня 1941-го, заступник командира ескадрильї 659-го винищувального авіаполку, 288-ма винищувальна авіаційна дивізія, 1-й змішаний авіаційний корпус, 8-ма повітряна армія. Воював на Північно-Західному фронті, у червні 1942-го переведений на Північно-Західний фронт. На бойовому рахунку — ліквідація на переправі через Дон нацистської танкової колони та в повітряному бою винищувача. У серпні 1942-го як командир ланки молодший лейтенант Димченко над річкою Чир, на літаку Як-1 таранив ворожий винищувач.
В листопаді у складі авіаполку прикривав переправи через Дон на плацдарми біля станиці Клєтської та міста Серафимович. Загинув у повітряному бою 10 листопада 1942 року. Прикриваючи переправу, вступив у бій з 15 німецькими винищувачами і збив 4. Похований поблизу станиці Клєтська, сучасна Волгоградська область.

## Нагороди та вшанування
- Медаль Золота Зірка (14.2.1943, посмертно)
- Орден Леніна (14.2.1943, посмертно)
- Орден Червоної Зірки
- Медаль «За оборону Сталінграда»
- 23.04.1975 року навічно зарахований до складу частини
- Іменем Петра Димченка названі вулиці в Луганську, Волгограді, станиці Клєтській